# Ironbottom Sound
"Ironbottom Sound" er det navn som allierede søfolk gav Savo Sundet, farvandet mellem Guadalcanal, Savo Island og Florida Island i Solomonøerne på grund af det stor antal skibe og fly, som sank her. Dusinvis af skibe og fly sank under Slaget om Guadalcanal i 1942 og 1943. Inden krigen kaldtes det Sealark Sound. Ironbottom Sound udgør den sydlige del af The Slot.

### Slag
- Slaget ved Savoøen, 9. august 1942
- Slaget ved Kap Esperance, 11. -12. oktober 1942
- Søslaget ved Guadalcanal, 13. – 15. november 1942
- Slaget ved Tassafaronga, 30. november 1942

### Sunkne skibe

#### Allierede
- USS Aaron Ward
- USS Astoria
- USS Atlanta
- USS Barton
- USS Blue
- HMAS Canberra
- USS Colhoun
- USS Cushing
- USS De Haven
- USS Duncan
- USS George F. Elliot
- USS Gregory
- USS Jarvis
- USS John Penn
- USS Kanawha
- USS Laffey
- USS Little
- HMNZS Moa
- USS Monssen
- USS Northampton
- USS Preston
- PT-37 (US PT boat)
- PT-44 (US PT boat)
- PT-111 (US PT boat)
- PT-112 (US PT boat)
- PT-123 (US PT boat)
- USS Quincy
- USS Seminole
- USS Serpens
- USS Vincennes
- USS Walke
- YP-284

#### Japanske
- Akatsuki
- Ayanami
- Fubuki
- Furutaka
- Hiei
- Hirokawa Maru
- Kasi Maru
- Kinugawa Maru
- Kirishima
- Makigumo
- Takanami
- Teruzuki
- Toa Maru
- Yudachi

## Eksterne kilder
- Casualties: U.S. Navy and Coast Guard Vessels, Sunk or Damaged Beyond Repair during World War II, 7 December 1941-1 October 1945 Arkiveret 2. januar 2013 hos  Wayback Machine

- National Geographic: The Lost Fleet of Guadalcanal, Part 1, 2, 3, 4, 5, 6

9°15′S 160°0′Ø / 9.250°S 160.000°Ø